# HMS Airedale (L07)
Le HMS  Airedale (pennant number L07) est un destroyer d'escorte de classe Hunt de type III construit pour la Royal Navy pendant la Seconde Guerre mondiale

## Construction
Le  Airedale est commandé le 4 juillet 1940 dans le cadre du programme d'urgence de la guerre de 1940 pour le chantier naval de John Brown Shipbuilding & Engineering Company Ltd. de Clydebank en Ecosse sous le numéro 1578. La pose de la quille est effectuée le 20 novembre 1940, le  Airedale est lancé le 12 août 1941 et mis en service le 8 janvier 1942.
Il est parrainé par la communauté civile de Spenborough dans le West Riding of Yorkshire pendant la campagne nationale du Warship Week (semaine des navires de guerre) en mars 1942.
Les navires de classe Hunt sont censés répondre au besoin de la Royal Navy d'avoir un grand nombre de petits navires de type destroyer capables à la fois d'escorter des convois et d'opérer avec la flotte. Les Hunt de type III se distinguent des navires précédents type I et II par l'ajout de 2 tubes lance-torpilles au milieu du navire. Pour compenser le poids des tubes lance-torpilles, seuls 2 supports de canons jumeaux de 4 pouces ont été installés, le canon en position "Y" a été retiré, le projecteur étant déplacé vers le pont arrière de l'abri en conséquence. Les Hunt de type III pouvaient être facilement identifiés car ils avaient une cheminée droite avec un sommet incliné et le mât n'avait pas de râteau. Quatorze d'entre eux ont vu leurs ailerons stabilisateurs retirés (ou non installés en premier lieu) et l'espace utilisé pour le mazout supplémentaire.
Le Hunt type III (comme le type II) mesure 80,54 m de longueur entre perpendiculaires et 85,34 m de longueur hors-tout. Le Maître-bau du navire mesure 9,60 m et le tirant d'eau est de 3,51 m. Le déplacement est de 1070 t standard et de 1510 t à pleine charge.
Deux chaudières Admiralty produisant de la vapeur à 2100 kPa et à 327 °C alimentent des turbines à vapeur à engrenages simples Parsons qui entraînent deux arbres d'hélices, générant 19 000 chevaux (14 000 kW) à 380 tr/min. Cela donné une vitesse de 27 nœuds (50 km/h) au navire. 281 t de carburant sont transportés, ce qui donne un rayon d'action nominale de 2 560 milles marins (4 740 km) (bien qu'en service, son rayon d'action tombe à 1 550 milles marins (2 870 km)).
L'armement principal du navire est de quatre canons de 4 pouces QF Mk XVI (102 mm) à double usage (anti-navire et anti-aérien) sur trois supports doubles, avec un support avant et deux arrière. Un armement antiaérien rapproché supplémentaire est fourni par une monture avec des canons quadruple de 2 livres "pom-pom" MK.VII et trois  canons Oerlikon de 20 mm Mk. III montés dans les ailes du pont,. Jusqu'à 110 charges de profondeur pouvaient être transportées , avec deux goulottes de charge en profondeur et  quatre lanceurs de charge en profondeur constituent l'armement anti-sous-marin du navire. Le radar de type 291 et de type 285 sont installés, de même qu'une sonar de type 128,. Le navire avait un effectif de 168 officiers et hommes,.

## Histoire

### Seconde guerre mondiale
Après des essais d'acceptation et sa mise en service, le Airedale se joint à la Home Fleet de Scapa Flow pour des exercices opérationnels, et le 14 février 1942 quitte Kirkwall dans les Orcades dans le cadre de l’escorte du convoi arctique PQ 11 lors de la première étape de son voyage à Mourmansk, dans le nord de la Russie,.
En mars, il escorte le SS Queen Victoria à Gibraltar, puis le croiseur Dauntless (D45) jusqu’au cap de Bonne Espérance. Il est ensuite affecté à la Mediterranean Fleet (Flotte Méditerranéenne), arrivant à Alexandrie le 1er mai, rejoignant la 5ème Flottille de destroyers,.
Le 10 mai, la 14e Flottille des destroyers ((Jackal (F22), Jervis (F00) Kipling (F91) et Lively (G40))) part d'Alexandrie pour intercepter un convoi italien qui part de Benghazi en Italie. La flottille est détectée par des avions de reconnaissance allemands dans l’après-midi du 11 mai, et malgré l’abandon de la mission et le retour vers Alexandrie, elle a été attaquée par des bombardiers allemands. Le Lively et le Kipling sont coulés et le Jackal est gravement endommagé par les attaques, qui est pris sous remorquage par le Jervis. Le Airedale , avec les navires jumeaux (sister ship) Beaufort (L14), Dulverton (L63) et Hurworth (L28) et les destroyers Sikh (F82) et Hasty (H24), reçoivent l’ordre de partir d’Alexandrie pour escorter le Jervis et le  Jackal jusqu’au port. Au moment où le Airedale rencontre ces derniers, il est décidé d’abandonner le remorquage, et le Jackal est sabordé par le Jervis,.
Le 13 juin, le Airedale part d’Alexandrie pour escorter un grand convoi vers Malte dans le cadre de l'Opération Vigorous, tandis qu’un second convoi pour l'opération Harpoon part de Gibraltar pour Malte,. Le 14 juin, le convoi Vigorous subit une attaque aérienne intensive, faisant couler un navire marchand et en endommageant un autre. Le convoi retourne vers Alexandrie après avoir reçu des informations selon lesquelles la flotte italienne navigue pour les intercepter, et dans la nuit du 14 au 15 juin, les torpilleurs allemands schnellboote profitent des perturbations causées par le changement de cap pour attaquer avec succès le convoi, endommageant le croiseur Newcastle (C76) et coulant le destroyer Hasty,. Les attaques aériennes se poursuivent le 15 juin, puis vers 15 h 20, le croiseur Birmingham (C19) est endommagé par une bombe lors d'une attaque de douze bombardiers en piqué Junkers Ju 87 "Stuka" du StG 3. Le Airedale est presque touché par trois bombes et mais est frappé par deux autres bombes près de la monture arrière de canon de 4 pouces. L’une de ces bombes fait exploser l’un des magasins du navire (soit le chargeur arrière de 4 pouces ou le stockage des charges de profondeur) et a déclenché un grand incendie à l’arrière,,. L’équipage du Airedale abandonne le navire et il est sabordé par des coups de canon du Hurworth et une torpille du Aldenham à la position géographique de 33° 50′ N, 23° 50′ E. 45 membres de l’équipage du Airedale sont tués et 133 sont secourus,,.

### Honneurs de bataille
- ARCTIC 1942
- LIBYA 1943

### Commandement
- Lieutenant Commander (Lt.Cdr.) Archibald George Forman (RN) du 8 octobre 1941 au 16 juin 1942